# Pachycephala tenebrosa
A Pachycephala tenebrosa a madarak osztályának verébalakúak (Passeriformes) rendjébe és a légyvadászfélék (Pachycephalidae) családjába tartozó faj.

## Rendszerezése
A fajt Gustav Hartlaub és Otto Finsch írták le 1868-ban, a Rectes nembe Rectes tenebrosus néven. Egyes szervezetek a Colluricincla nembe sorolják  Colluricincla tenebrosa néven.

## Előfordulása
A Csendes-óceán nyugati részén, a Karolina-szigetekhez tartozó Palau szigetén honos. Természetes élőhelyei a szubtrópusi és trópusi síkvidéki esőerdők. Állandó, nem vonuló faj.

## Megjelenése
Testhossza 18-19 centiméter.

## Életmódja
Rovarokkal és csigákkal táplálkozik, de néha bogyókat, gyümölcsöket és vetőmagvakat is fogyaszt.

## Természetvédelmi helyzete
Az elterjedési területe elég kicsi, egyedszáma pedig csökken, de még nem éri el a kritikus szintet. A Természetvédelmi Világszövetség Vörös listáján nem fenyegetett fajként szerepel.